# Желязна-Ґура
Желязна-Ґура (пол. Żelazna Góra, нім. Eisenberg) — село в Польщі, у гміні Бранево Браневського повіту Вармінсько-Мазурського воєводства.
Населення — 357 осіб (2011).
У 1975-1998 роках село належало до Ельблонзького воєводства.

## Демографія
Демографічна структура станом на 31 березня 2011 року:
|          | Загалом | Допрацездатний вік | Працездатний вік | Постпрацездатний вік |
| -------- | ------- | ------------------ | ---------------- | -------------------- |
| Чоловіки | 183     | 46                 | 118              | 19                   |
| Жінки    | 174     | 40                 | 95               | 39                   |
| Разом    | 357     | 86                 | 213              | 58                   |